# DN5B
De DN5B (Drum Național 5B of Nationale weg 5B) is een weg in Roemenië. Hij loopt van Giurgiu naar Ghimpați. De weg is 39 kilometer lang.